# Bukit Barisan
Les Bukit Barisan (« montagnes en rang » en malais) sont une chaîne volcanique qui s'étire sur quelque 1 700 kilomètres le long de la côte occidentale de l'île indonésienne de Sumatra. Elles consistent essentiellement en volcans couverts d'une dense jungle. Leur point culminant est le Kerinci à 3 805 mètres.